# John Gregson
Pour les articles homonymes, voir Gregson.
Harold Thomas Gregson, plus connu sous son nom d'artiste John Gregson, est un acteur britannique né à Liverpool le 15 mars 1919 et mort à Porlock Weir le 8 janvier 1975. Il est crédité dans plus de quarante rôles au théâtre, à la télévision et au cinéma. Il est surtout reconnu pour ses rôles dramatiques et de comédie.
Sa carrière cinématographique regroupe une participation à une quarantaine de films entre 1948 et 1971, et à la télévision de 1960 à sa mort. Il joue souvent le rôle d'un inspecteur de police ou d'un membre de la marine ou de l'armée.

## Biographie

### Jeunesse et service militaire
Harold Thomas Gregson naît à Liverpool d'une famille irlandaise. Il grandit dans le district de Wavertree, à Liverpool, et entre à l'école primaire de Greenbank Road, puis au St Francis Xavier's College, toujours à Liverpool. Il quitte l'école à 16 ans, obtient un travail auprès d'une compagnie de téléphonie, puis pour la corporation de Liverpool, qui était le nom du conseil municipal avant la Seconde Guerre mondiale. En même temps, Gregson s'intéresse à l'art dramatique, rejoignant la première troupe de théâtre de son église catholique locale (la St Anthony's de Mossley Hill, Liverpool).
Lorsque la guerre survient, Gregson est recruté dans la Royal Navy en tant que marin sur un dragueur de mines. A un moment, son navire est torpillé, Gregson sort avec une blessure au genou de l'attaque.

### Débuts dans le cinéma
Après avoir été démobilisé en 1945, Gregson a rejoint le Liverpool Playhouse pendant un an, avant de partir au Perth Theatre en Écosse. C'est là qu'il rencontre sa future épouse, l'actrice Ida Reddish de Nottingham (qui utilisait à l'époque le nom d'artiste Thea Kronberg, même si elle utilise plus tard le nom Thea Gregory) qui était récemment arrivée du Birmingham Repertory Theatre. Ils déménagent à Londres en 1947, et se marient à Hampstead. Le couple a trois filles et trois fils. Gregson apparait aux côtés d'Alec Guinness dans la pièce The Human Touch dans le quartier de West End. Il est également à l'affiche de la comédie de Roger MacDougall Macadam and Eve et accède plus tard à la renommée grâce à la pièce de Hugh Hastings intitulée Seagulls Over Sorrento au Apollo Theatre.
Gregson apparait à l'écran pour la première fois dans le film Sarabande (1948), une romance dramatique avec Joan Greenwood et Stewart Granger. Dans le célèbre film L'Épopée du capitaine Scott (1948), il interprète Tom Crean.
Gregson est à l'affiche des films Whisky à gogo ! (1949) et Le Train du destin (1949), mais aussi dans Le Dernier Voyage (1949), La Route du Caire (1950), L'Île au trésor (1950) et De l'or en barres (1951). Il joue un rôle principal dans Angels One Five (1951), un film sur la guerre,.
Il est la tête d'affiche du film The Brave Don't Cry (1952), qui traite d'un incident minier. Gregson joue un rôle secondaire dans le film Enquête à Venise, et apparait dans The Holly and the Ivy (1952),. Il joue un rôle principal dans la comédie The Titfield Thunderbolt (1953).

### Accès à la célébrité
Gregson devient célèbre grâce à son rôle dans la comédie Geneviève (1953), avec Kenneth More, Dinah Sheridan et Kay Kendall. Il s'agit du deuxième film le plus populaire de l'année en Grande-Bretagne. Il est le second rôle aux côtés de Glynis Johns dans Filles sans joie (1954), et occupe le rôle principal dans Conflict of Wings (1954),. Il est prêté à Adelphi Films pour The Crowded Day (1954). Il joue ensuite dans la comédie Un fils pour Dorothy (1954) avec Shelley Winters et dans Three Cases of Murder (1955) avec Orson Welles,.
Gregson participe au film Opération Tirpitz (1955), interprétant un Australien aux côtés de John Mills. Il joue l'année suivante dans la comédie Value for Money avec Diana Dors et dans le film dramatique Jacqueline (1956). Son film le plus célèbre est sans nul doute un autre film sur la guerre, La Bataille du Rio de la Plata (1956), dans lequel Gregson interprète le capitaine F. S. Bell. Ce film lui a permis d'être élu huitième plus grande star britannique de cinéma en 1956.
Il poursuit l'année suivante avec Un yacht nommé Tortue (1957), une comédie, et Aventure à Soho (1957), un film dramatique. Il est élu quatrième plus grande star du cinéma britannique cette année. L'année suivante, il occupe la huitième place, sa dernière année dans le top 10. Il joue dans Rooney (1958), une comédie dans laquelle il interprète un sportif irlandais, dans Les Diables du désert (1958), un film sur la guerre, et dans La table du capitaine (1959), une comédie.
Gregson joue des rôles secondaires dans SOS Pacific et Hand in Hand (1960), et est la tête d'affiche de Faces in the Dark (1960) et de L'Enquête mystérieuse (1961). Il joue un rôle secondaire dans Le Secret de Monte-Cristo (1961) et est l'un des nombreux acteurs de Le Jour le plus long (1962). Les derniers grands rôles de Gregson au cinéma sont dans Live Now, Pay Later (1962) et dans Tomorrow at Ten (1962).

### Fin de carrière
La carrière cinématographique de Gregson est de moins en moins prolifique dans les années 1960, après près de 10 ans de succès de 1952 à 1962. Il fait partie des acteurs des années 1950 qui sont tombés en désuétude dans les années 1960 (avec Kenneth More, Richard Todd, Patrick Holt, Michael Craig, Sylvia Syms ou encore Muriel Pavlow). À partir de 1963, Gregson n'a plus jamais joué de rôle principal au cinéma.
Gregson a également eu une carrière à la télévision. Dans William's Other Anne d'Ivor Brown pour la BBC, il joue William Shakespeare retrouvant sa première petite amie, Anne Whateley. La télévision remplace rapidement le cinéma pour John. Il interprète le commandant George Gideon dans les 26 épisodes de la série Gideon's Way (1964–66, connue aux États-Unis sous le nom Gideon C.I.D.). Il apparaît également dans Le Saint avec Roger Moore et dans la série comique Shirley's World avec Shirley MacLaine. Il remplace Kenneth More dans des publicités télévisées pour du café à la télévision britannique. Gregson apparaît aussi dans It's the Geography That Counts, la dernière pièce jouée au St James's Theatre de Londres avant sa fermeture puis sa démolition en 1957.

### Mort
John Gregson meurt le 8 janvier 1975 d'une crise cardiaque près de Porlock Weir (Somerset) à l'âge de 55 ans alors qu'il était en vacances, marchant vers l'église St. Beuno de Culbone. Il laisse derrière lui une veuve, l'actrice Thea Gregory, et ses six enfants.
Le dernier rôle de Gregson à la télévision était pour la série de Southern Television Dangerous Knowledge, diffusée après sa mort en 1976. Son corps est inhumé au cimetière de Sunbury-on-Thames (Surrey) près de sa maison familiale de Shepperton. Sa fortune personnelle était estimée à 42 628 £, aucun testament n'avait été rédigé.

## Filmographie
- 1948 : London Belongs to Me de Sidney Gilliat (pas crédité)[38]
- 1948 : Sarabande (Saraband for Dead Lovers) de Basil Dearden (pas crédité)[39]
- 1948 : L'Épopée du capitaine Scott (Scott of the Antarctic) de Charles Frend : P.O. T. Crean R.N.[40]
- 1949 : Whisky à gogo ! (Whisky Galore!) d'Alexander Mackendrick : Sammy MacCodrun[41]
- 1949 : Le Train du destin (Train of Events) de Sidney Cole : Malcolm Murray-Bruce[42]
- 1949 : Le Dernier Voyage (The Hasty Heart) de Vincent Sherman (pas crédité)[43]
- 1950 : La Route du Caire (Cairo Road) de David MacDonald : Lieutenant garde-côte[44]
- 1950 : L'Île au trésor (Treasure Island) de Byron Haskin : Redruth[45]
- 1951 : De l'or en barres (The Lavender Hill Mob) de Charles Crichton : Farrow[46]
- 1952 : Angels One Five de George More O'Ferrall : Pilote officier "Septic" Baird[47]
- 1952 : The Brave Don't Cry de Philip Leacock : John Cameron[48]
- 1952 : Enquête à Venise (Venetian Bird) de Ralph Thomas : Renzo Uccello[49]
- 1952 : The Holly and the Ivy de George More O'Ferrall : David Paterson[50]
- 1953 : Tortillard pour Titfield (The Titfield Thunderbolt) de Charles Crichton : Squire Gordon Chesterford[51]
- 1953 : Captain Brassbound's Conversion de George Bernard Shaw : Capitaine Brassbound[52]
- 1953 : Geneviève (Genevieve) de Henry Cornelius : Alan McKim[53]
- 1954 : Filles sans joie (The Weak and the Wicked) de J. Lee Thompson : Docteur Michael Hale[54]
- 1954 : Conflict of Wings de John Eldridge : Cpl. Bill Morris[55]
- 1954 : The Crowded Day de John Guillermin : Leslie[56]
- 1954 : Un fils pour Dorothy (To Dorothy, a Son) de Muriel Box : Tony Rapallo[57]
- 1955 : Trois meurtres (Three Cases of Murder) de Wendy Toye, David Eady et George More O'Ferrall : Edgar Curtain[58]
- 1955 : Opération Tirpitz (Above Us the Waves) de Ralph Thomas : Lieutenant Alec Duffy[59]
- 1955 : Fièvre blonde (Value for Money) de Ken Annakin : Chayley Broadbent[60]
- 1956 : Jacqueline de Roy Ward Baker : Mike McNeil[61]
- 1956 : La Bataille du Rio de la Plata (The Battle of the River Plate) de Michael Powell et Emeric Pressburger : Capitaine Bell
- 1957 : Un yacht nommé Tortue (True as a Turtle) de Wendy Toye : Tony Hudson[62]
- 1957 : Aventure à Soho (Miracle in Soho) de Julian Amyes : Michael Morgan[63]
- 1957 : Midnight Ambush de Michael Powell et Emeric Pressburger (pas crédité)[64]
- 1958 : Rooney de George Pollock : James Ignatius Rooney[65]
- 1958 : Les Diables du désert (Sea of Sand) de Guy Green : Capitaine Williams[66]
- 1959 : La table du capitaine (The Captain's Table) de Jack Lee : Capitaine Albert Ebbs[67]
- 1959 : SOS Pacific de Guy Green : Jack Bennett[68]
- 1960 : Hand in Hand de Philip Leacock : Père Timothy[69]
- 1960 : Faces in the Dark de David Eady : Richard Hammond[70]
- 1961 : L'Enquête mystérieuse (The Frightened City) de John Lemont : Inspecteur Sayer[71]
- 1961 : Le Secret de Monte-Cristo (The Treasure of Monte Cristo) de Robert S. Baker et Monty Berman : Renato[72]
- 1962 : Le Jour le plus long (The Longest Day) de Ken Annakin, Andrew Marton, Bernhard Wicki, Gerd Oswald et Darryl F. Zanuck : Un aumônier militaire[73]
- 1962 : Live Now, Pay Later de Jay Lewis : Callendar[74]
- 1962 : Tomorrow at Ten de Lance Comfort : Inspecteur Parnell[75]
- 1967 : La Nuit des généraux (The Night of the Generals) d'Anatole Litvak : Colonel Sandauer[76]
- 1969 : Les Patins d'argent (Hans Brinker) de Robert Scheerer : Mijnheer Brinker[77]
- 1971 : Speaking of Murder de Anthony Page : Charles Ashton[78]
- 1971 : Thriller (Fright) de Peter Collinson : Docteur Cordell[79]